# Juillet 1932

## Événements
- 2 juillet : 
  - Peljidiyn Genden devient Premier ministre de la République populaire mongole (fin en 1936).
  - Mort de Manuel II de Portugal. L’hypothèse de retour à la monarchie est définitivement écartée.

- 3 juillet : Grand Prix automobile de France.

- 5 juillet : Salazar devient président du conseil portugais. Il crée un État corporatiste.

- 7 juillet, France : naufrage du sous-marin Prométhée au large du cap Lévi, près de Cherbourg, causant la mort de 62 personnes.

- 9 juillet - 2 octobre (Brésil) : révolte de l’oligarchie de São Paulo qui envoie une armée contre Rio de Janeiro. Mais les rebelles ne sont soutenus ni par le Minas Gerais et le Rio Grande do Sul, ni par les ouvriers et les paysans de São Paulo. Les forces fédérales assiègent São Paulo pendant trois mois. La révolte échoue et Getúlio Vargas, adroitement, ne prend aucune sanction.

- 17 juillet : Grand Prix automobile d'Allemagne.

- 19 juillet : premier vol du chasseur tchèque Praga BH-44.

- 23 juillet : suicide par pendaison d'un des héros de l'âge héroïque de l'aviation : Alberto Santos-Dumont.

- 29 juillet : exécution de deux communistes hongrois, Imre Sallai et Sándor Fürst.

- 30 juillet - 6 aout : le 24e congrès mondial d’espéranto a lieu à Paris.

- 31 juillet : élections législatives. Le parti national-socialiste (NSDAP) devient le premier parti à la chambre (37,4 % des voix). Le DVP et le DDP s’effondrent. Le SPD stagne. Seul le Zentrum gagne des points. Les nazis réclament la direction du gouvernement puis passent dans l’opposition.
  - Les SA entretiennent un climat de terreur. Les milieux de la finance et de l'industrie approuvent le programme hitlérien de même que les droites monarchiste et militariste.

## Naissances
- 2 juillet : Dave Thomas, homme d'affaires américain (Wendy's). († 8 janvier 2002).
- 7 juillet :
  - Joe Zawinul, pianiste de jazz autrichien († 11 septembre 2007).
  - Claude Lafleur, artiste plasticien canadien († 7 mai 2018).
- 9 juillet : Donald Rumsfeld, politicien américain († 29 juin 2021).
- 11 juillet : Jean-Guy Talbot, joueur de hockey sur glace québécois († 22 février 2024).
- 13 juillet : Hubert Reeves, astrophysicien canadien († 13 octobre 2023).
- 15 juillet : Ed Litzenberger, joueur de hockey sur glace.
- 16 juillet : 
  - Hédi Bouraoui, poète, nouvelliste et universitaire.
  - Dick Thornburgh, personnalité politique américaine († 31 décembre 2020).
- 17 juillet : 
  - Michel Conte, écrivain, auteur-compositeur, chorégraphe, danseur, scénographe, musicien, humaniste.
  - Wojciech Kilar, compositeur polonais.
  - Quino, dessinateur humoristique argentin († 30 septembre 2020).
- 20 juillet : Nam June Paik, artiste américain d'origine sud-coréenne († 29 janvier 2006).
- 23 juillet : Mohamed Hédi Chérif, historien et universitaire tunisien († 23 janvier 2021).
- 24 juillet : Jacobo Azafrani, joueur de football marocain († 16 janvier 2022).
- 25 juillet : Paul J. Weitz, astronaute américain († 23 octobre 2017).
- 26 juillet : James Francis Stafford, cardinal américain, pénitencier majeur émérite de la  pénitencerie apostolique.
- 27 juillet : Beverly Byron, femme politique américaine († 9 février 2025).
- 28 juillet :
  - Natalie Babbitt, illustratrice américaine († 31 octobre 2016).
  - Russell Johnston, homme politique britannique († 27 juillet 2008).
  - Jacob Neusner, une des grandes figures contemporaines de la science du judaïsme et du judaïsme conservateur américain († 8 octobre 2016).
- 30 juillet : Edd Byrnes, acteur américain († 8 janvier 2020).
- 31 juillet :
  - Ted Cassidy, acteur américain († 16 janvier 1979).
  - Sam Coppola, acteur américain († 5 février 2012).
  - Jean Georges de Hohenzollern, membre de la maison de Hohenzollern et historien de l'art († 2 mars 2016).

## Décès
- 24 juillet : Alberto Santos-Dumont, aéronaute brésilien (° 20 juillet 1873).